# Ischnothyreus lanutoo
Ischnothyreus lanutoo är en spindelart som beskrevs av Marples 1955. Ischnothyreus lanutoo ingår i släktet Ischnothyreus och familjen dansspindlar.
Artens utbredningsområde är Samoa. Inga underarter finns listade i Catalogue of Life.